# درخت علفی
درخت علفی (Xanthorrhoea) سرده‌ای از گیاهان گلدار بومی استرالیا است که به تیره علف‌درختان (Xanthorrhoeaceae) تعلق دارد. گیاهان این تیره از راسته مارچوبه‌سانان هستند. سرده درخت علفی ۲۸ گونه و پنج زیرگونه دارد.